# 케빈 미랄라스
케빈 안토니오 호엘 히슬라인 미라야스 카스티요(스페인어: Kevin Antonio Joel Gislain Mirallas y Castillo, 1987년 10월 5일 ~ )는 벨기에의 은퇴한 축구 선수로서, 과거 포지션은 윙어였다. 그는 스페인계 벨기에인이다.

## 축구인 경력

### 선수 경력
본인의 고향을 연고로 한 클럽인 스탕다르 리에주 유소년 팀 소속으로 축구 경력을 시작한 미랄라스는 2004-05 시즌을 앞둔 릴과 성인 계약을 체결하여 프랑스에서 첫 프로 선수 경력을 시작하게 되었다.
2008년 생테티엔으로 이적하였다. 데뷔전인 올랭피크 리옹과의 라이벌 매치에서 골을 터뜨리며 강한 인상을 남겼으나 두 시즌만에 올림피아코스로 임대 이적하며 프랑스를 떠나게 되었다.
올림피아코스에 둥지를 튼 후 처음 치른 라이벌 매치인 파나티나이코스와의 경기에서 골을 터뜨렸고, 이 활약으로 올림피아코스로 완전 이적하게 되었다. 2011-12 시즌 20골을 기록하며 리그 득점왕에 올랐다.
당시 미랄라스는 센터포워드로써 발기술을 자유자재로 사용하며 득점을 올리는 플레이가 많았으나 프리미어리그 진출 이후 그런 기술보다는 킥에 중점을 두고 있다.
2012-13시즌 에버튼으로 이적했다.
2018년 1월 7일, 올림피아코스로의 임대 이적이 발표되었다.
2018년 8월 4일, 피오렌티나로의 임대 이적이 발표되었다.
2019년 8월 30일, 로열 앤트워프로 이적했다.

### 이적설
미랄라스는 2014-15시즌부터 부상 등의 여파와 에버튼에서 2번째 시즌을 보내는 로베르토 마르티네스 감독의 선수 기용에 있어서 주전력으로 여겨지지 못했다. 그 이후로 미랄라스 본인이 유럽무대에서 뛰고 싶다는 입장을 내비치면서 AS 모나코, 토트넘, 도르트문트 등의 팀이 관심을 가져왔다. 그러나 2015/16시즌 전 2018년까지 에버튼와 재계약을 체결했으며, 또한 마르티네스 감독은 이런 루머에 대해서 매번 '팔지 않는다'며 극구 부인하는 상황이 이어졌다.